# Атаев, Теймур Октай оглы
Теймур Октай оглы Атаев (род. 3 сентября 1962, Баку) — азербайджанский публицист, историк, политолог, теолог, ведущий передачи «Аспекты иностранных дел» азербайджанского телеканала CBC (вещает на русском языке). Правнук Теймур-бека Байрамалибекова и внук Алирзы Атаева.

## Биография
Выпускник бакинской общеобразовательной школы № 134.
В 1984 году окончил исторический факультет Азербайджанского государственного университета (ныне БГУ).
Работал в ряде политических и экономических структур.
К активной публицистической деятельности приступил в 2007 году, когда стал печататься в бакинской русскоязычной газете «Эхо».
Автор 17 книг и более 1300 статей. В своих исследованиях он касается проблем геополитики, истории, религии, литературы, искусства. Особое место в его творчестве занимает тема Карабахского конфликта, с отражением истории и современного этапа армяно-азербайджанского противостояния через призму мировой геополитики.
В 2009 году совершил хадж в Мекку.
В 2010 году награждён дипломом посольства России в Азербайджане за подготовку высокопрофессиональных материалов о российско-азербайджанских отношениях.
В 2011 году совместно с Эльмиром Кулиевым был ведущим популярной программы «Грани духовности» на информационном портале Yurd.tv.
Член Союза журналистов Азербайджанской Республики.
Ветеран Первой карабахской войны.
В 2023 году был награждён медалью Чингиза Айтматова (Кыргызстан), которой награждают за выдающиеся заслуги в области культуры, науки, литературы и общественной деятельности (медаль вручил сын выдающегося писателя Аскар Айтматов).
Награждён юбилейной медалью «100-летие Гейдара Алиева».

## Книги и монографии
- Светско-религиозный тандем в геополитике, или глобализационное миссионерство: история и современность. /Нижний Новгород: Издательский дом «Медина» Архивная копия от 22 октября 2013 на Wayback Machine, 2009.
- Красота и гармония в исламе как проявление божественности акта творения. /Баку, 2012/[11].
- Из истории геополитической борьбы за территории России, Украины, Беларуси и Балтии. От принятия на Руси христианства до Петра I. /Киев, 2017/[12][13][14].
- Кавказские коллизии России. От Петра I до Иосифа Сталина. /Киев, 2017[15][16].
- Ислам в Украине: прошлое, настоящее, будущее. /Киев, 2018[17][18].
- Многогранность Габдуллы Тукая или Непрерванный полет. /Казань, 2019[19][20].
- Т. Атаєв, С. Вівчар. Мости взаєморозуміння в балканських літературах. / Ічня, 2019[21].
- Быть верующим в круговерти сегодняшней жизни… Сложно? Легко? Возможно? /Ровно, 2020/[22].
- Феномен Амира Тимура. Взгляд из дня сегодняшнего /Ташкент, 2020[23][24][25][26].
- Величие Абая, или попытка создания портрета мыслителя в XXI веке / Астана, 2020[27][28][29][30]
- .Идеи пророка Иисуса и их отражение в Коране / Баку, 2021[31][32].
- Последние произведения Дмитрия Шостаковича: осмысление жизненного пути / Санкт-Петербург, 2022[33][34][35][36].
- Теймур Атаєв, Роман Назаренко. Пандемія та ренесанс світових релігій / Київ, 2023[37][38].
- Из истории халифата: почему после эпохи пророка военная сила стала инструментом политики? /Санкт-Петербург, 2023[39].
- Azerbaijan: a Thorny Path to Freedom (1987—1998): the Unknown Pages of History / Boston, USA, 2023[40].
- В Бишкеке презентовали книгу азербайджанского публициста о творчестве Ч.Айтматова «Чингиз Айтматов и современность. О надеждах и перспективах человечества» /Бишкек, 2023[41]
- «„Вагзы-Азат“: вчера, сегодня, завтра. Об утопическом или реальном мире рассуждал Довлетмаммед Азади?» /Ашхабад, 2024[42]

## Научно-практические конференции и онлайн-дискуссии
- IV Всероссийский мусульманский форум «Мусульмане за евразийское единство» (Нижний Новгород, Россия, 2008)[43]
- «Наследие Эмоми Азама (Абу Ханифы) в контексте межцивилизационного диалога: история и современность» (Душанбе, Таджикистан, 2009)[44]
- «Ислам в Европе: вчера, сегодня, завтра» (Киев, Украина, 2011)[45]
- V Международная исламоведческая школа (Острог, Украина, 2016)[46][47]
- VI Международная исламоведческая школа (Одесса, Украина, 2017)[48]
- II Межрелигиозный круглый стол «Достоинство человека в христианстве и исламе» в Украинском Католическом Университете (Львов, Украина, 2017)[49]
- Международная научная конференция «Мусульманское наследие Южной Украины: история, культура, религия» (Киев, Украина, 2017)[50][51]
- Х Международные чтения имени Баруди (Москва, Россия, 2017)[52]
- Круглый стол на тему «Глобальные вызовы: роль диаспоры в противодействии экстремизму» (Екатеринбург, Россия, 2019)[53]
- Международная научная конференция «Толерантность в исламе и её роль в развитии человеческой культуры (на примере Азербайджана)» (Шамахы, Азербайджан, 2019)[54]
- Круглый стол на тему «Современные тенденции развития туристского взаимодействия России и Азербайджана» (Кисловодск, Россия, 2019)[55]
- Международная научная конференция «Исламское образование в Восточной и Центральной Европе. Исторические особенности и современные перспективы» (Киев, Украина, 2020)[56]
- Онлайн-встреча, организованная Российской Ближневосточной Ассоциацией: «Ислам в эпоху социального дистанцирования» (2020)[57]
- Международная онлайн конференция «Карабахская порода лошадей: селекционное достижение Республики Азербайджан», организованная Российской международной конной выставкой «Иппосфера» совместно с конным промоушеном Unicom Challenge (2020)[58]
- Участие в качестве одного из спикеров в онлайн-дискуссии «Карабахский узел — уроки для Украины», организованной порталом «Ислам в Украине» (14 октября 2020)[59]
- Х Школа исламоведческих исследований «Ислам как религия и наука». Доклад на тему: «Обновление исламской мысли — необходимость или нововведение?» (Трускавец, Украина, 2021)[60]
- Один из спикеров в онлайн-передаче «Новые геополитические вызовы в регионе»[61]
- Мир после пандемии. Лекция по линии Института интеграции знаний (США).[62]

## Выступления и интервью на телевидении и радио
- О IV Исламских Играх Солидарности в Баку (9 мая 2017 г.)[63]
- История переселения армян на Кавказ. CBC TV Azerbaijan. 7 августа 2017 г.[64]
- История и значение праздника Курбан байрам. CBC TV Azerbaijan. 2 сентября 2017 г.[65]
- Интервью украинскому греко-католическому радио «Воскресіння. Живе радіо» (20 октября 2017 г.)[66]
- Интервью украинскому греко-католическому радио «Воскресіння. Живе радіо» (15 декабря 2017 г.)[67]
- Участие в передаче «Роль бакинской нефти в истории Азербайджана» в рамках проекта «Белые пятна истории»(с 18-й минуты). CBC TV Azerbaijan. 23 апреля 2018 г.[68]
- Интервью о мусульманском посте в месяце Рамадан в программе «Итоги недели» (с 23-й минуты). CBC TV Azerbaijan. 17 июня 2018 г.[69]
- О Дне солидарности азербайджанцев всего мира. CBC TV Azerbaijan. 31 декабря 2019 г.[70]
- Об освободительной войне азербайджанского народа. CBC TV Azerbaijan. 3 октября 2020 г.[71]
- О некоторых итогах освободительной войны азербайджанского народа и дальнейших перспективах. CBC TV Azerbaijan. 14 ноября 2020 г.[72]
- Месяц Рамазан — время внутреннего очищения человека. Sputnik Азербайджан. 23 марта 2023 г.[73]
- Теймур Атаев: Карабах, геополитика, история, религия[74]
- Война или Гармония: Религия или Личность?[75]
- В Бишкеке издана книга Теймура Атаева о Чингизе Айтматове. 18 октября 2023 г.[76]
- Говоря о геополитике, возвращаемся к Айтматову — публицист Теймур Атаев. 2 ноября 2023 г.[77]
- Səhər saatı — CBC əməkdaşının kitabı Qırğızıstanda təqdim olunub. 3 ноября 2023 г.[78]

### Интервью с представителями азербайджанской диаспоры в рамках проекта «Сила в единстве»
- Стагнация в армянском диаспорском движении на фоне укрепления Железного кулака Азербайджана
- Величие азербайджанской музыки приобщает зарубежных слушателей к культурным ценностям нашей страны
- g
- О формировании, становлении и перспективах азербайджанской диаспоры
- Михаил Сутовский: «Мой дом — Баку. Был, есть и будет»
- Азербайджанская диаспора Люксембурга: новые формы работы и перспективы
- Сплетение джаза и мугама в музыке и жизни
- Рамиз Юнус: «Азербайджан — мое сердце и душа»

## Избранные статьи

### Из истории современного Азербайджана
- Первые беженцы в СССР[79].
- Сумгаитский излом[80].
- Тайна крушения самолётов в Армении в декабре 1988 г. Информация к размышлению[81].
- Антиазербайджанская карательная операция 1990 г. планировалась заблаговременно[82].
- Станислав Говорухин: Советская армия вошла в советский город как армия оккупантов (интервью Т. Атаева)[83].
- Геополитика, Карабах и трагедия ходжалинцев[84].
- Небольшой экскурс в современную историю армяно-азербайджанского противостояния или уроки мировой геополитики с нефтяным привкусом[85].

### Год 2020-й. Отечественная война азербайджанского народа
На фоне поражений на фронте в Армении началась охота на шпионов.
О каком «геноциде» вещает господин Пашинян?.
Вспоминая известную статью Левона Тер-Петросяна из 1997 года.
Ещё один урок Армении от России — сделает ли выводы Пашинян?.
Армения ведет себя как террористическая группировка.
Коллаж экспансионизма.
Израиль-Азербайджан: Испытание Карабахом.
Ещё один разгром Армении — не только на поле боя. Армения терпит поражения и на военном, и на идеологическом поле.
Армению уже ничто не спасет — ни бетон, ни тоннели, ни леса и горы, ни черт.
Об исторической связи ближневосточных и армянских террористов.
Почему-бы Владимиру Спивакову с супругой не посетить Гянджу, Тертер и Барду?.
О правомерности восстановления Албанской Апостольской Автокефальной Церкви.
Мысли премьера Армении 1918—1919 годов Ованеса Качазнуни и современность.
У Абела Аганбегяна и Зория Балаяна пропал дар речи?.
Осознает ли армянский социум причины испытуемого им сегодня страшнейшего шока?.
Новая конфигурация известных идей Пола Гобла.
Готово ли армянское общество побороть бациллу ненависти?.
Восстанавливаемые родники и памятники города Шуша — ещё одно свидетельство азербайджанских корней этой Жемчужины.

### Исследования о выдающихся личностях в областях науки, теологии, литературы и искусства
О выдающемся Ахмаде аль-Фергани через призму археологических находок 2016 года.
От религии — к знаниям, или о вкладе Ибн Юнуса в мировую науку.
«Весы мудрости» ал-Хазини, вдохновленного кораническими аятами о справедливости.
Модель мира Коперника: возможное влияние изысканий Ибн аш-Шатира.
Мусульманка — основатель первого в мире университета.
Философские трактаты и рубаи Омара Хайяма как поиск ответов на вечные вопросы.
Насими — как просветитель исходящих из Корана идей о свободе личности.
«Кааба души», или Элементы поэзии Алишера Навои как дорога к приоткрытию мира Корана.
В чём счастье Феликса Мендельсона?.
Являлся ли радетель национальных интересов Мирза Фатали Ахундов воинствующим атеистом.
Теймурбек Байрамалибеков — выдающийся просветитель азербайджанского народа.
Александр Пушкин и пророк.
О философии жизни Петра Чаадаева, не признававшего философов.
Гавриил Державин о месте Божественного в жизни человека.
Вера и сомнения в творчестве Достоевского — и в нашей жизни.
Штрихи к портрету Николая Добролюбова.
Особенности религиозного мировоззрения Л. Н. Толстого.
Мусульманский Восток в поэзии Тютчева.
Духовная составляющая творчества Ивана Бунина — как результат восприятия им мира единым целым.
Агафангел Крымский о мусульманстве и исторической перспективе Ислама.
Герберт Уэллс о божественном в жизни человека и общества.
Узеир Гаджибеков… Первый — и в музыкальном искусстве, и в человеческом измерении.
Грани ислама в творчестве Мухаммада Асада.
Героизм Исфандияра Ахундова.
Национализм — удел неблагополучных народов. О рассуждениях Дмитрия Лихачева.
Подразумевает ли свободное общество свободу от духовности? Памяти Берта Кленденнена.
Свобода личности или право выбора в любви. Вчера, сегодня, завтра. К 30-летию выхода в свет романа Анара «Шестой этаж пятиэтажного дома».
В чём секрет популярности Чингиза Абдуллаева?.
Путь Эльмира Кулиева к Корану и ощущение сладости веры.

### Наука и религия. Взаимодополнение
Библия, Коран, наука. Наука и религия… Рядом? Друг в друге? Или в перманентном противостоянии?
О религиозной подоплеке астрономических изысканий мусульманских ученых Средневековья.
Не лучше ли продвигать Ислам в мир взрывом мозга?!
Новые научные открытия — очередной шаг на пути к пониманию картины Вселенной. Взгляд на гравитационные волны и некоторые «вселенские» аспекты через коранические откровения.
О Нобелевской премии, свете, цвете или очередное доказательство уникальности Корана.
«Вход» в мировую гармонию Вселенной посредством математики и Корана.
Фактор Мираджа — как проявление многомерности мира.
Соблюдение времени молитв — важнейший фон нормального функционирования «биологических часов».
Ислам и экстрасенсорика.
Замороженные до Судного дня. Взгляд на крионику с позиции Корана.
Материальное vs духовное?
Единство и борьба противоположностей — как проявление нашей внутренней борьбы со страстями.
Глазные капли из куркумы и… рубаха пророка Йусуфа (Иосифа).
Живые мишени под колпаком нестреляющего оружия и духовность; глобал-атака сознания людей и вера. Сопоставимо ли несопоставимое?
Музыкальные «12» через призму суфизма: Суфийские макамы и халы в музыке.
Может ли вера исцелить от болезни?
Попадание на операционный стол — как момент истины для человека или значимость профессионализма врача.

### О взаимопонимании между людьми через призму взаимопознания. Актуальность межрелигиозного диалога.
Возможно ли сосуществование мусульман с иудеями и христианами?
Мусульмане. Христиане. Секуляристы. Вечное соперничество? Или?
Идеи Джона Локка о возможности беспроблемного проживания мусульман и христиан в едином государстве и современность.
С кем по пути к сохранению в мировом пространстве духовности?
Величие Иисуса как борца за духовное обновление общества.
Иисус против корпораций финансистов, клерикалов и геев.
Коран и Библия о «неверующих», «верных» и «неверных».
Действительно ли Православие и Ислам извечные противники?
Ислам в восприятии православного богослова Сергея Глаголева.
Знаменательная помощь турок в период Великого голода в Ирландии.
Міжрелігійними слідами XXV Форуму книговидавців у Львові.
Мир вспоминает папу Иоанна Павла ІІ.
Папа Римский о взаимосвязи веры и культуры мира.
На фоне мирового коллапса Папа Римский Франциск актуализирует сотрудничество между конфессиями.
Далеко не весь немусульманский мир настроен антиисламски.
Межрелигиозный диалог и надменность.
Буркини: оружие массового поражения?

### Об обновлении исламской мысли
Предписания Корана, Шариата и свобода личности.
Обновление исламской мысли: неизбежность или нововведение?
Эльмир Кулиев о попытках деконструктивизма в современном Исламе и насущных проблемах сегодняшнего дня.
Как же приоткрыть врата иджтихада?

## Рецензии
Взгляд на некоторые идеи романа Александра Дюма «Граф Монте-Кристо» через мир Корана.
Бессмертный «Овод», или Во имя чего святая борьба?
Отражение проблематики «вера — человек — общество» в творчестве Максима Горького.
«Шейх Санан» Гусейна Джавида как попытка отображения мыслителем собственного поиска на пути к Истине.
Несчастье на крови: путь и образ вождя революции (о книге М. Асад-бека «Ленин»).
Судьба и трагедия последнего русского царя. Взгляд через призму труда М. Асад-бека «Николай Второй. Сияние и закат последнего царя».
«Жидкое золото» Асад-бека как ключ к пониманию геополитических коллизий.
Готово ли человечество ступить на путь взаимопонимания? Вспоминая «Мост на Дрине» Иво Андрича.
Куда, к чему и как мы движемся, выбирая путь вперед? Перечитывая «Дервиш и смерть» Меши Селимовича.
«Хазарский словарь» Милорада Павича: попытка осмысления путей к мирному сосуществованию.
О пластах человеческого взаимопонимания в «Зеленом сукне Черногории» Момо Капора
Размышляя над мыслями Фазиля Искандера.
Богатство спектакля БДТ «Дядюшкин сон».
О красивом преподнесении Х.Хатхутом некоторых коранических положений.
История выдающейся личности без ретуши. Рецензия на книгу «Основатель. Гасан Абдуллаев: ученый, организатор науки, президент Академии наук Азербайджана».
Что же ждет человечество? Вспоминая роман выдающегося Чингиза Айтматова «Тавро Кассандры».

## Эссе о городах и странах
Яркая многоцветность Катара Или о путях сохранения исламской самоидентичности в современных условиях.
Бренды сегодняшней Грузии — как сплав исторических традиций и новых веяний.
Турция — как государство победившей толерантности.
Сплетение креста и полумесяца как значимый фон ливанской действительности.
Разве Львов — это только кофе и шоколад?
О степенности как отличительной черте Казани и жителей города
Сплав традиций и современности (о г. Астана)
Самаркандское многоцветие или Величие вне времени!
Как Иссык-Куль стирает границу между горами и облаками (о сердце и душе Кыргызстана)